# 凌和鈞
凌和钧（？年—？年），号衡甫，浙江嘉兴县人。清末官员、诗人。

## 生平
光緒十六年（1890年）庚寅恩科三甲進士，同年五月，著主事，分部学习。官至工部主事。凌和钧工诗，有《琼州杂事诗》。《晚晴簃诗汇》收其诗作一首。